# شجاف (حزم العدين)

تعديل مصدري - تعديل

شجاف محلة تابعة لقرية الجبل، التابعة لعزلة بني اسعد بمديرية حزم العدين إحدى مديريات محافظة إب في الجمهورية اليمنية، بلغ تعداد سكانها 229 حسب تعداد اليمن لعام 2004.